# Coquitlam—Port Coquitlam
Circonscription électorale fédérale du Canada
Coquitlam—Port Coquitlam est une circonscription électorale fédérale de la Colombie-Britannique  (Canada) située dans la région métropolitaine de Vancouver au sud-ouest de la province.

## Géographie
La circonscription comprend les parties du district régional de Metro Vancouver constituées de :
- la partie de la division électorale A de Metro Vancouver située à l'est du bras de mer Indian et de la rivière Indian, excluant l'île Croker ;
- la partie de la ville de Coquitlam située au nord et l'est d'une ligne décrite comme suit : commençant à l'intersection de la limite est de ladite ville et l'autoroute 7 (autoroute Lougheed); de là vers le nord-ouest suivant ladite autoroute et l'autoroute Barnet jusqu'à la rue Johnson; de là généralement vers le nord suivant ladite rue jusqu'à une ligne de transport d'énergie à environ 49°18'03" de latitude N et 122°47'51" de longitude O; de là vers le nord-ouest en ligne droite jusqu'à un point situé à environ 49°18'09" de latitude N et 122°47'58" de longitude O; de là vers le nord en ligne droite jusqu'à un point situé à environ 49°18'49" de latitude N et 122°47'37"de longitude O; de là vers le nord-est en ligne droite jusqu'à un point située à environ 49°19'08" de latitude N et 122°47'21" de longitude O; de là vers le nord en ligne droite jusqu'à une ligne de transmission d'énergie à environ 49°19'42" de latitude N et 122°47'18" de longitude O; de là vers le nord-est et l'est suivant ladite ligne de transmission d'énergie jusqu'au chemin Pipeline; de là généralement vers le nord suivant ledit chemin jusqu'à la limite nord de ladite ville ;
- la ville de Port Coquitlam ;
- la réserve indienne de Coquitlam no 2.

Les circonscriptions limitrophes sont
- au nord-ouest : West Vancouver—Sunshine Coast—Sea to Sky Country
- au nord-est et à l'est : Pitt Meadows—Maple Ridge
- au sud : Langley Township—Fraser Heights
- à l'ouest : Port Moody—Coquitlam, Burnaby-Nord—Seymour et North Vancouver—Capilano[5].

## Historique
La circonscription de Coquitlam—Port Coquitlam est créée lors du redécoupage électoral fédéral de 2012 et entre en vigueur au déclenchement des élections fédérales canadiennes de 2015.
Lors du redécoupage électoral de 2022-2023, la circonscription perd la région d'Eagle Ridge et la moitié ouest du plateau de Westwood (en) au profit de la circonscription de Port Moody—Coquitlam.

## Députés
| Législature                                                                       | Années        | Député       | Parti | Parti   |
| --------------------------------------------------------------------------------- | ------------- | ------------ | ----- | ------- |
| Coquitlam—Port Coquitlam issue d'une partie de Port Moody—Westwood—Port Coquitlam |               |              |       |         |
| 42e                                                                               | 2015–2019     | Ron McKinnon |       | Libéral |
| 43e                                                                               | 2019–2021     | Ron McKinnon |       | Libéral |
| 44e                                                                               | 2021–2025     | Ron McKinnon |       | Libéral |
| 45e                                                                               | 2021–en cours | Ron McKinnon |       | Libéral |

## Résultats électoraux
Modèle:Élection générale canadienne de 2025 — Coquitlam—Port Coquitlam